# سایه‌نویس
سایه‌نویس یا نویسنده در سایه (به انگلیسی: Ghostwriter) به معنی نویسنده یا موسیقی‌دان است که به اسم کس دیگری آثار او را پدیدمی‌آورد.

## سایه‌نویسی
سایه‌نویس، نویسنده اثری نوشتاری (مانند کتاب، مقاله، داستان و گزارش) است به صورت رسمی و قانونی به نام کسی دیگری نوشته می‌شود. در میان مشاهیر، مدیران و رهبران سیاسی، مرسوم است که سایه‌نویس‌ها را به خدمت می‌گیرند. آن‌ها جهت ویراستاری یا نوشتن نسخه پیش‌نویس خودزندگی‌نامه، مقاله و دیگر گونه‌های نوشتاری استخدام می‌شوند.
بر همین منوال، در موسیقی اغلب از سایه‌نویس‌ها برای نوشتن ترانه سبک‌های موسیقی عامه‌پسند استفاده می‌شود.
در ایران، سایه‌نویسی در نگارش خودزندگی‌نامه‌ها، مقالات آموزشی، یا متون سیاسی بسیار رایج بوده‌است؛ به‌ویژه مواردی که چهره‌های مهم تاریخی یا سیاسی برای معرفی یا تبلیغ آثارشان از نویسنده‌های گمنام استفاده می‌کردند.[نیازمند منبع]

## نمونه‌ها
ولفگانگ آمادئوس موتسارت برای افراد ثروتمند، آثار موسیقی، سایه‌نویسی کرده است.
در سال ۱۹۷۶ الن دین فاستر سایه‌نویس کتاب «امیدی تازه» اقتباسی برگرفته از فیلمنامه جنگ ستارگان به قلم جرج لوکاس بوده است.
در سال ۱۹۸۷ تونی شوارتس سایه‌نویس کتاب «هنر معامله» (شامل خاطرات و نظرات) دونالد ترامپ بوده است.

## سینما
رومن پولانسکی در سال ۲۰۱۰ فیلمی با عنوان سایه‌نویس ساخته است که در آن نخست‌وزیر پیشین بریتانیا، نویسنده گمنامی را برای تکمیل کتاب خاطرات خود به خدمت می‌گیرد.

## در ایران
شاه قاسمی و اخوان (۲۰۱۵) با انجام پژوهشی نشان می‌دهند که این پدیده در ایران بسیار شایع است و تعداد بسیاری از فارغ‌التحصیلان عملاً سایه‌نویسی را شغل خود می‌دانند.